# Empresas Nacionales de Energía
Empresas Nacionales de Energía (ENDE) fue una empresa pública argentina que agrupaba los organismos de prestación de energía de ese país. Estuvo activa entre 1950 y 1954.

## Historia

### Creación
ENDE fue creada por el decreto n.º 17 371/1950 del presidente Juan Domingo Perón, sancionado el 18 de agosto de 1950 y publicado en el Boletín Oficial el 23 del mismo mes y año. Tenía carácter de «Empresa del Estado» y dependía del Poder Ejecutivo Nacional a través del Ministerio de Industria y Comercio. Asumió las funciones y organismos de la Dirección Nacional de la Energía (creada en 1943), que se disolvió.

### Integración
De acuerdo al mencionado decreto, ENDE debía reunir las direcciones generales de
- Agua y Energía Eléctrica,
- Combustibles Vegetales y Derivados,
- Combustibles Sólidos Minerales,
- Gas del Estado y
- Yacimientos Petrolíferos Fiscales.

### Disolución
Fue disuelta por el decreto n.º 6456/1954 y sus componentes pasaron a constituir empresas del Estado.